# Dentinogénesis imperfecta
La dentinogénesis imperfecta (DI), también conocida como dentina opalescente hereditaria, es un trastorno del desarrollo del diente que afecta específicamente a la dentina y es transmitido de manera autosómico dominante. 
Comienza en la etapa de histodiferenciación del elemento dentario, durante el proceso de odontogénesis debido a una alteración de los genes COL1A1 o COL1A2 y DSPP que codifican para la síntesis de proteínas colágenas Tipo 1 y proteínas no colágenas (sialoproteína dentinaria (DSP), glicoproteína dentinaria (DGP) y fosfoproteína dentinaria (DPP) ) que componen la matriz extracelular de la dentina y que presentan un papel muy importante en el inicio, control y crecimiento de los cristales de hidroxiapatita durante la mineralización del diente. 
Puede afectar a la dentición temporaria, permanente o a ambas. Los elementos dentarios presentan un esmalte normal pero con la dentina deficiente que produce la pérdida de soporte por lo que podría llegar a fracturarse. 
Las personas que presentan DI pueden padecer desgaste dental y sensibilidad, cambio en la coloración de los dientes, retraso en su erupción y aparición de caries. 
Es importante la realización de un correcto y temprano diagnóstico y tratamiento para evitar grandes destrucciones y deterioros de la dentición que llevarían al paciente a padecer problemas estéticos y funcionales. De esta manera será posible proteger el tejido dentinario remanente y así mantener la salud y estética de la cavidad bucal. 

## Etiología
Los factores etiopatogénicos implicados en las alteraciones del desarrollo dentario en la dentinogénesis imperfecta son básicamente dos:
Genético-hereditarios: causada por mutaciones missense (mutaciones de sentido erróneo) o nonsense (mutaciones sin sentido) en el gen DSPP (4q21.3) que codifica las proteínas principales implicadas en la formación de la dentina. Puede seguir un patrón de herencia autosómico dominante.
Ambientales:  el desarrollo normal del germen dentario puede verse también afectado por factores ambientales sistémicos (tetraciclinas, flúor) o locales (presión externa, proceso inflamatorio cercano, traumatismos, alteraciones localizadas del trofismo nervioso, circulatorio o endocrinometabólico), apareciendo displasias de dentina

## Características

### Características Clínicas
En general  en la D.I.  la dentición temporal esta más afectada que la permanente  en el tipo I, en tanto que en los tipos II y III ambas denticiones están afectadas por igual.  En la tipo II la severidad del defecto varía con la edad y el tipo de diente, así, los dientes  temporales son los más severamente afectados, siguiendo luego los primeros molares e incisivos permanentes, después los premolares y caninos y por último los segundos y terceros molares. 
Desde el punto de vista clínico, los tres tipos comparten diversas características, en ambas denticiones, se muestra un aspecto opalescente, con una translucidez rara y de color que varía del café amarillo al gris azulado.  Toda la corona manifiesta cambio de coloración debido a la dentina anormal subyacente.  A pesar de que el esmalte es normal tanto en su estructura como en su composición química se fractura con facilidad, al parecer se debe al soporte deficiente que proporciona la dentina anormal.
La morfología dental en general es rara ya que hay una constricción excesiva en la unión esmalte cemento, lo que le da a la corona forma de campana;  las raíces son cortas y romas; los dientes no presentan aumento en la susceptibilidad   a la caries y si en cambio puede mostrar  cierta resistencia a esta por el desgaste rápido y la ausencia de túbulos dentinarios.  

### Características Radiográficas
Radiográficamente la D.I. se caracteriza por la presencia de dientes con coronas bulbosas, con una constricción en el cuello y raíces cortas y delgadas. Se observa obliteración precoz, parcial o total de las cámaras pulpares por la formación continua de dentina. Estas características se presentan tanto en la dentición temporal como permanente. Frecuentemente se observan fracturas radiculares múltiples, en particular en personas de edad.  El cemento, la membrana periodontal y el hueso alveolar aparecen normales. Estas características son comunes para la D.I. tipo I y II mientras que en la tipo III la dentina aparece delgada, las cámaras  pulpares y conductos radiculares son muy grandes y dan la apariencia de conchas delgadas de dentina, razón por lo que se llama a esta entidad "dientes en concha". Adicionalmente se presentan exposiciones pulpares  múltiples y radiolucencias periapicales. 

### Características Histológicas
La dentina contiene túbulos dentinarios en menor cantidad pero más grandes e irregulares. La cavidad pulpar con el tiempo es remplazada por dentina irregular. El esmalte posee aspecto normal, pero la unión esmalte - cemento es lisa y no presenta festoneado. También se puede apreciar obliteración de cámaras y conductos pulpares en dientes retenidos lo cual es  indicativo de una manifestación del defecto y no de una reacción de la dentina a causa de la atrición.
Los túbulos dentinarios están muy reducidos en número y se presentan irregularidades y ramificados. El resto de la dentina muestra notoria líneas de incremento, las células, los restos celulares y túbulos están ubicados, en su mayor parte, en el trayecto de esas líneas. La dentina está compuesta de túbulos irregulares con grandes áreas de matriz no calcificada. Los túbulos tienden a ser  más grandes en diámetro y por consiguiente menos numerosos de lo normal en un volumen determinado  de dentina, en algunas áreas puede haber ausencia total  de túbulos. 
El contenido de agua en la dentina alcanza hasta 60% por arriba de lo normal, mientras que el contenido orgánico es menor.  La densidad, la absorción radiográfica y la dureza de la dentina se encuentran disminuidas, lo que se corresponde con la rápida atrición de los dientes afectados,  la microdureza de la dentina es semejante a la del cemento.  

## Tipos de DI
Tipo I: Caracterizado por la presencia de dientes translucidos-opalescentes de color azul-marrón claro en ausencia de anomalías óseas. La afectación de los dientes primarios suele ser más grave que la de los permanentes. Aunque el esmalte no está afectado, tiende a fracturarse por existir una unión amelodentinaria anómala y estar soportado por una dentina muy blanda. La rápida atrición de la dentina provoca el acortamiento de las coronas dentarias, que pueden llegar a quedar a nivel gingival (dientes sincorona).  
Tipo II: No está relacionada con la osteogénesis imperfecta; se da con más frecuencia y se hereda como rasgo autosómico dominante.
Tipo III: Los dientes presentan una decoloración de color ámbar, grave atrición, exposiciones pulpares múltiples, y un aspecto radiográfico característico de dientes en cáscara. La dentición permanente tiene el esmalte picoteado y es frecuente la mordida abierta. Los dientes primarios tienen grandes cámaras pulpares. Todos los dientes están hipocalcificados.

## Diagnóstico diferencial
Es importante establecer el diagnóstico diferencial con la displasia dentinaria (D.D.) o  también conocida como dientes sin raíz. Por un lado la dentinogénesis imperfecta presenta un color gris opalescente asociado con gran atrición  que afecta a ambas denticiones, mientras que en la displasia dentinaria tipo 2 la atrición y la decoloración esta limitada a la dentición  temporal y en la displasia dentinaria tipo 1 los dientes son clínicamente normales.   
Radiográficamente la dentinogénesis imperfecta  presenta coronas en forma acampanada raíces cortas, no así en la displasia dentinaria tipo 1 donde se observa taurodontismo y en la displasia dentinaria tipo 2  se observa coronas normales.  Adicionalmente la D.I. y la D.D. muestran obliteración de la cámara pulpar solo que  la D.D.2  muestra  cambios pulpares característicos en forma espinosa.  (Seow  y Shusterman, 1994).
La D.I. tipo I se presenta asociada a O.I., en estos casos el diagnóstico de O.I. se establece generalmente por la clínica, la presencia de fracturas, junto con escleróticas azules, antecedentes familiares de la enfermedad. (Wilson y col, 1991).

## Tratamiento
Dado que la DI es una enfermedad hereditaria, es importante tratarla desde la niñez. Una de las alternativas para su tratamiento es el uso de coronas de acero inoxidable en dientes posteriores y resina adhesiva compuesta en los anteriores.